# مریفیلد (ویرجینیا)
مریفیلد (به انگلیسی: Merrifield) یک منطقهٔ مسکونی در ایالات متحده آمریکا است که در شهرستان فرفکس، ویرجینیا واقع شده‌است. مریفیلد ۷٫۰۵ کیلومتر مربع مساحت و ۱۵٬۲۱۲ نفر جمعیت دارد و ۱۱۰ متر بالاتر از سطح دریا واقع شده‌است.